# Menhir couché von Bronso

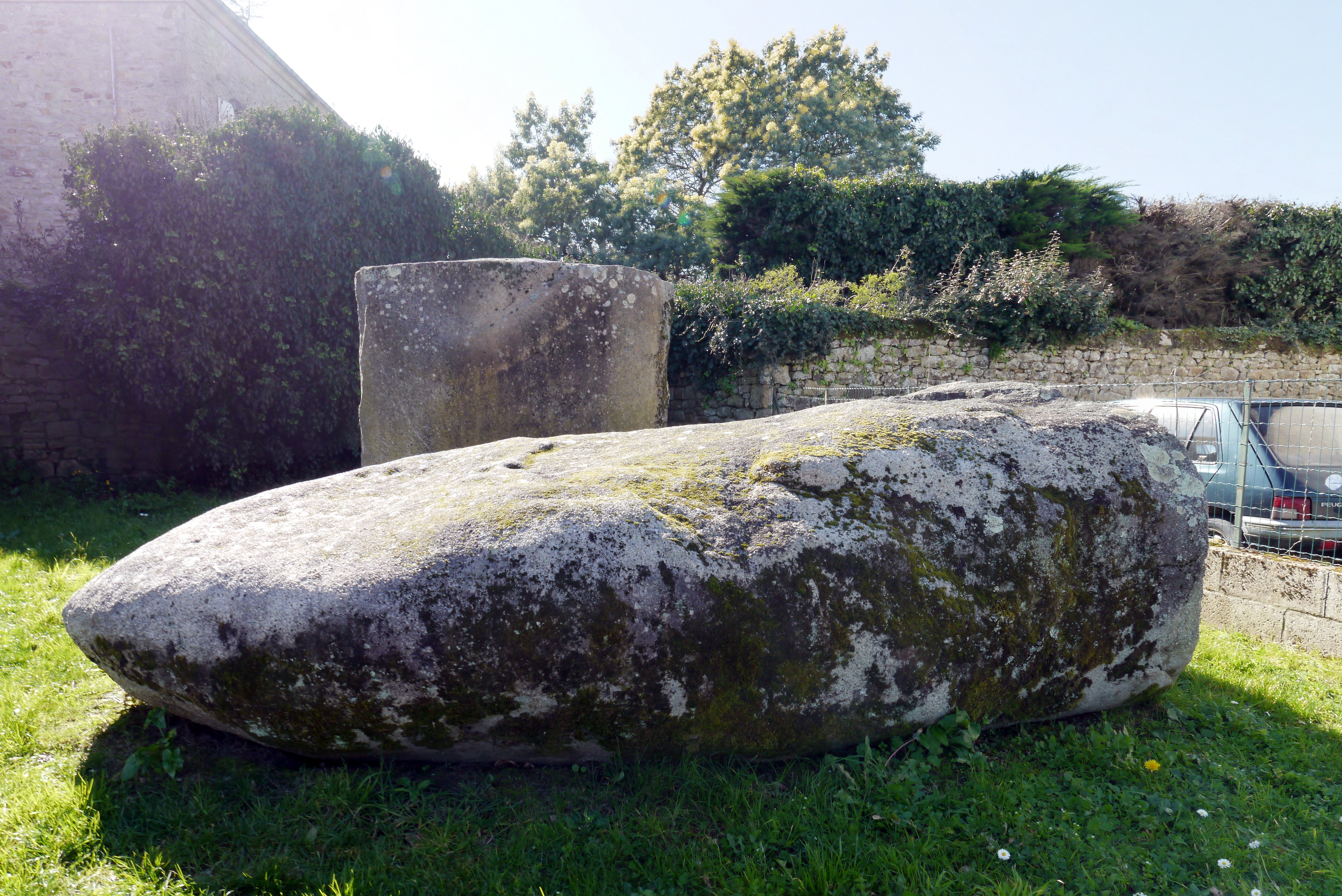
Menhir von Bronso

Der Menhir couché von Bronso (auch Men et Bronzo, Men-Bronso oder Motte de Beurre genannt) ist ein zerbrochener Menhir im Nordwesten von Locmariaquer im Département Morbihan in der Bretagne in Frankreich.

## Beschreibung
Der „schlafende Menhir“ befindet sich am Rande der „Ruelle du Bronso“, etwa 200 m südwestlich von Er Grah und nordwestlich von Mané Rutual. Der seit 1938 als Monument historique klassifizierte Menhir aus der Jungsteinzeit ist in zwei etwa 2,0 m lange Stücke zerlegt worden, die nebeneinander liegen. Das Sockelstück des Denkmals ist ein klassischer Menhir. Die obere Hälfte liegt auf dem Boden.
Der Stein trägt Gravierungen, die Vögeln ähneln. Es ist möglich, dass der Stein vom zerbrochenen Menhir Er Grah in der Nähe stammt. Eine der beiden Hälften wurde von der Gemeinde Locmariaquer restauriert, aber die Restaurierung wurde nicht fortgesetzt.